# 松登晟郎
松登 晟郎（まつのぼり しげお、1924年7月20日 - 1986年4月21日）は、千葉県東葛飾郡松戸町（現在の松戸市松戸）出身で大山部屋に所属した大相撲力士。本名は永井福太郎（ながい ふくたろう）。最高位は西大関。身長172cm、体重154kg。得意技は押し、左四つ、寄り、吊り。

## 来歴
小学校3年の時には既に体重16貫（60kg）に達し、関脇・髙登から小学校卒業の折には「ぜひとも私の所に弟子入りさせてほしい」と頼まれたという。その後引退して年寄・大山を襲名した髙登から再度勧誘され入門、1941年（昭和16年）1月場所で初土俵を踏んだ。四股名は故郷・松戸市と師匠の現役名・髙登にちなんでつけられた。当時「大山親方がすごいのを連れて来たらしい」と評判になった。番付には「枩曻福太郎」と書かれたが、これは書き手の間違いらしく、後に「枩登福太郎」と訂正された。
三段目で活躍していた1944年（昭和19年）5月場所を最後に、同年11月に徴兵を受け、陸軍に配属される。敗戦後の1945年（昭和20年）11月場所、三段目格で角界に復帰した。復帰するまでの間に、部屋が東京大空襲で罹災したが、戦後は回向院裏にあった東富士の自宅に寝泊まりするなどして稽古に励んでいた。しかし、幕下に居た頃、家業（小料理屋）の不振を心配していることを理由に1948年（昭和23年）12月に師匠に無断で実家に帰りマゲを落としてしまうが、師匠に説得されたことで土俵に戻ることにした。1949年（昭和24年）1月場所で8勝4敗の好成績を挙げ、これを機に同年5月場所で新十両昇進を果たす。十両昇進時はザンバラであった。
その後、十両は1年かけて通過し1951年（昭和26年）9月場所で新入幕を果たしその場所では10勝5敗の成績を挙げた。1952年（昭和27年）1月場所から、四股名を「松登」と改めた。9月場所では羽黒山から初の金星を挙げた。1953年（昭和28年）1月場所では新三役の小結で9勝6敗と勝ち越し、同年9月場所で関脇昇進を果たした。その場所では6勝9敗と負け越し平幕に陥落したが、1954年（昭和29年）1月場所では7日目に千代の山から金星を挙げるなど11勝4敗の好成績で初の三賞(敢闘賞)を受賞した。その後は三役に定着していき大関昇進を期待されるようになる。同年5月場所は不調だったが場所前に腸捻転で入院した師匠を気遣い、負けても勝利報告をしていた。しかし、師匠はこれを知っていたのか10日目の朝には「心配しないで思い切って取れ」と諭し、これに勇気付けられたのか残り全部勝って6連勝し9勝6敗と勝ち越し、千代の山・鏡里・三根山の2横綱1大関を破ったことが評価されて初の殊勲賞を受賞した。これが効いたか大山親方の病状も快方に向かった。
関脇の地位に在った1955年（昭和30年）9月場所では横綱・鏡里と最後まで優勝を争い、千秋楽に若ノ花を高々と吊り上げて土俵の外に運び13勝2敗の好成績を挙げ、1敗の鏡里が千秋楽も勝ったため惜しくも優勝は逃したが2回目の殊勲賞を受賞して場所後に若ノ花と同時に大関に昇進した。その後は横綱も期待されたが、左足の甲を骨折して新大関の場所である1956年（昭和31年）1月場所は5勝10敗と大きく負け越した。その後も本調子は出ず5場所連続で9勝6敗が続き、クンロク大関の名で呼ばれる。同年9月より「松登晟郎」と改名。
その後も糖尿病や足の故障に苦しめられ、負け越しの場所も見られるようになってきた。しかし、大関の陥落基準が「2場所連続負け越し」から「3場所連続負け越し」となったため、すぐには陥落しなかった。1958年（昭和33年）1月場所は糖尿病で全休、翌3月場所は12日目に栃錦に押し倒されて負け越しが決まり、6勝9敗に終わった。3回目の角番となった同年5月場所では12日目の時点で5勝7敗と後がなくなったが、13日目に大関に同時に昇進した横綱・若乃花を寄り切って勝ち、その勢いで14日目に横綱・千代の山に外掛けで勝って、千秋楽に関脇・安念山を吊り出しで下し、8勝7敗と勝ち越してなんとか角番を脱出した。
しかし、翌7月場所は8日目から8連敗して5勝10敗、9月場所は5日目で1勝4敗と不振で6日目から途中休場と連続で負け越して、11月場所は4度目の角番で迎えた。この場所は8日目で2敗とわりあい好調だったが9日目から5連敗し、13日目で6勝7敗と後がなくなったところで若乃花に当てられ今度は上手投げで負けて6勝8敗と負け越しが決まり、3場所連続負け越しで大関陥落が決定的になった。この1番は若乃花が立合い右に変わって上手出し投げを見せたが、松登はこらえて右四つに組み止め、猛攻を凌いでもろ差しになって頭を付けたが、水入りから取組が再開して、若乃花が二枚蹴りから右上手投げを決めた。結局大関時代に2桁勝つことはなかった。本人は「これで大相撲に八百長がないってこと、よくわかったでしょ。あったら大関から落ちないよ」と語っていたという。当の若乃花は「最後の投げは心を鬼にして決めた」と後に述懐している。関脇に陥落した1959年（昭和34年）1月場所は3勝12敗と大きく負け越し、平幕に陥落した。その後は1度小結に戻ることもあったが平幕中位に腰を据えることがほとんどであった。
1961年（昭和36年）11月場所は前頭11枚目で4勝11敗と大敗して翌場所での幕内残留が難しくなり、この場所を限りに37歳で引退した。当時年寄名跡を持っておらず、一時は廃業も考えた。だが、時津風理事長（元横綱・双葉山）の「大関は協会の看板。引退相撲だけでも打たせてやれ」という助言もあって、親友である横綱・朝潮が持っていた振分の名跡を借りて協会に残ることができた。翌年1月、師匠が亡くなり、大山に名跡変更するとともに大山部屋を継承した（1月場所後の断髪式では一門の総帥の高砂（元横綱・前田山）が止めバサミを入れた）。大山部屋は小部屋ではあったが、松登の人柄が良く穏やかな性格が象徴される家庭的な部屋で、力士一人一人に対する丁寧な技術指導は高く評価された。親方としては、前頭2枚目・大飛らを育てた。1986年4月21日、白内障の手術に際して局所麻酔剤に対するアナフィラキシーショックを起こし、それが元となって急逝した。享年61。墓所は青山霊園。

## 取り口・人物
入幕時は線が細く、引っ張り込んで掛け投げを打つような取り口であったが、上位に進むにつれて肥満体型になり、ぶちかまして一気に出て行くか四つに組んでから無理やりにでも吊る取り口となった。大兵には強かったが動き回る力士や小兵は苦手だった。またその人柄や時間一杯で手に唾を吹き付ける独特の仕草もあいまって人気も高く、土俵際で1回転して向き直って残る特技から「マンボの松ちゃん」とのアダ名があった。ライバルであった若乃花は、「松ちゃんが控えに坐るだけでおかしくなって困った」と言っている。
ライバルとして競い合った若乃花には9勝22敗と大きく負け越しており、若乃花が大関に昇進する前は7勝6敗と勝ち越していたが、若乃花が大関に昇進した後は2勝16敗と全く歯が立たなかった。
横綱・栃錦にも5勝23敗と大きく負け越しているが、新大関で5勝10敗と不振だった1956年（昭和31年）1月場所は11日目に対戦して突き放しで勝利している。
関脇以下では信夫山を特に苦手としていて、13勝16敗と負け越しており、二度にわたって4連敗したことがあった。また小結・若ノ海にも3勝9敗と相性が悪かった。
その一方で横綱・千代の山には11勝9敗と勝ち越しており、3回にわたって3連勝するなど相性が良かった。また横綱・鏡里には初顔から7連敗していたが、1954年3月場所に初勝利を挙げてから5連勝し、9勝11敗とほぼ互角に渡り合った。
共に大関昇進を争い、同時に大関として対抗していた大内山には14勝5敗と大きく勝ち越しており、一時期は8連勝するなど非常に相性が良かった。
朝潮に胸を出して、後に横綱となる土台をつくっており、本人は後に「高砂親方（4代目）から朝汐君の稽古にしょっちゅう引っ張り出された。相当な相撲取りになるだろうなと思っていたが、その通りになってくれた」と振り返っている。
大相撲の歴史の中でも上位に入る大食漢であり、幕下時代にはカレーライスを2合以上入る特製の大皿で5杯は食べていたという。また、関脇時代には、わずか4時間の間に料亭で御膳を2人前、寿司屋で握り寿司を83個、うどん屋で大盛りうどんを2杯、部屋に戻って丼飯を2杯平らげてから床に就いたが、それでも満腹感が得られず、夜中に腹がすいて目が覚めたという逸話もある。しかし、そのような大食いが原因で、後には前述の通り糖尿病で苦しむことになった。（えびすこ）
料理は食べるだけでなく作るのも好きであり、幕内昇進後には大ノ海と同様に洋食に傾倒して自らカレーライスやオムライスなどを作っていたという。部屋持ち時代は自ら弟子のちゃんこを用意することで知られており、この頃のエピソードとしては弟子のために天麩羅を揚げていたときに油が跳ねて巨腹に火傷を負ったというものが残っている。
また、賭け事も大好きで前述の白内障手術のために入院する前夜にも大敗しており「負けたのは目のせい。（白内障の手術で）レンズを入れて明るくなったら大勝ちするよ。」と語っていたというが結果的にそれは叶わなかった。

## 主な成績
- 通算成績：469勝442敗29休 勝率.515
- 幕内成績：358勝353敗24休 勝率.504
- 大関成績：99勝102敗24休 勝率.493
- 現役在位：72場所
- 幕内在位：49場所
- 大関在位：15場所
- 三役在位：12場所 (関脇9場所、小結3場所)

### 三賞・金星
- 三賞：3回
  - 殊勲賞：2回（1954年5月場所、1955年9月場所）
  - 敢闘賞：1回（1954年1月場所）
- 雷電賞：1回（1955年9月場所）
- 金星：2個（羽黒山1個、千代の山1個）

### 場所別成績
|                     | 春場所             | 夏場所                | 秋場所                |
| ------------------- | ------------------ | --------------------- | --------------------- |
| 1941年 （昭和16年） | （前相撲）         | 東新序 0–3            | x                     |
| 1942年 （昭和17年） | 東序ノ口8枚目 4–4  | 東序二段54枚目 5–3    | x                     |
| 1943年 （昭和18年） | 東序二段20枚目 3–5 | 西序二段22枚目 5–3    | x                     |
| 1944年 （昭和19年） | 東三段目41枚目 2–6 | 西序二段8枚目 4–1     | 東三段目23枚目 – 兵役 |
| 1945年 （昭和20年） | x                  | x                     | 東三段目 4–1 帰還     |
| 1946年 （昭和21年） | x                  | 国技館修理 のため中止 | 西幕下26枚目 4–3      |
| 1947年 （昭和22年） | x                  | 西幕下17枚目 2–3      | 東幕下22枚目 3–3      |
| 1948年 （昭和23年） | x                  | 西幕下18枚目 4–2      | 西幕下12枚目 3–3      |
| 1949年 （昭和24年） | 西幕下10枚目 8–4   | 東十両16枚目 10–5     | 西十両8枚目 7–8       |
| 1950年 （昭和25年） | 東十両10枚目 6–9   | 東十両13枚目 8–7      | 西十両10枚目 10–5     |
| 1951年 （昭和26年） | 東十両3枚目 8–7    | 西十両筆頭 11–4       | 東前頭16枚目 10–5     |
| 1952年 （昭和27年） | 東前頭7枚目 7–8    | 西前頭8枚目 8–7       | 東前頭4枚目 9–6 ★     |

| | 一月場所 初場所（東京） | 三月場所 春場所（大阪） | 五月場所 夏場所（東京） | 七月場所 名古屋場所（愛知） | 九月場所 秋場所（東京） | 十一月場所 九州場所（福岡） |
| --- | ----------------------- | ----------------------- | ----------------------- | --------------------------- | ----------------------- | --------------------------- |
| 1953年 （昭和28年） | 東小結 9–6              | 東小結 6–9              | 東前頭3枚目 10–5        | x                           | 西関脇 6–9              | x                           |
| 1954年 （昭和29年） | 西前頭2枚目 11–4 敢★    | 西関脇 8–7              | 東張出関脇 9–6 殊       | x                           | 東張出関脇 9–6          | x                           |
| 1955年 （昭和30年） | 西張出関脇 8–7          | 西張出関脇 11–4         | 東関脇 8–7              | x                           | 東関脇 13–2 殊          | x                           |
| 1956年 （昭和31年） | 西大関 5–10             | 東張出大関 9–6          | 東張出大関 9–6          | x                           | 東張出大関 9–6          | x                           |
| 1957年 （昭和32年） | 西大関 9–6              | 西大関 9–6              | 東張出大関 8–7          | x                           | 東張出大関 6–9          | 東張出大関 9–6              |
| 1958年 （昭和33年） | 東張出大関 休場 0–0–15  | 西大関 6–9              | 西張出大関 8–7          | 西張出大関 5–10             | 西張出大関 1–5–9        | 西張出大関 6–9              |
| 1959年 （昭和34年） | 西関脇 3–12             | 西前頭2枚目 9–6         | 東小結 6–9              | 東前頭筆頭 5–10             | 西前頭5枚目 6–9         | 東前頭10枚目 8–7            |
| 1960年 （昭和35年） | 東前頭7枚目 7–8         | 西前頭8枚目 6–9         | 西前頭11枚目 7–8        | 西前頭11枚目 8–7            | 西前頭6枚目 7–8         | 西前頭7枚目 4–11            |
| 1961年 （昭和36年） | 西前頭15枚目 10–5       | 東前頭9枚目 7–8         | 西前頭9枚目 8–7         | 西前頭7枚目 7–8             | 西前頭6枚目 5–10        | 東前頭11枚目 引退 4–11–0    |
| 各欄の数字は、「勝ち-負け-休場」を示す。 優勝 引退 休場 十両 幕下 三賞：敢=敢闘賞、殊=殊勲賞、技=技能賞 その他：★=金星 番付階級：幕内 - 十両 - 幕下 - 三段目 - 序二段 - 序ノ口 幕内序列：横綱 - 大関 - 関脇 - 小結 - 前頭（「#数字」は各位内の序列） |                         |                         |                         |                             |                         |                             |

### 幕内対戦成績
| 力士名 | 勝数  | 負数 | 力士名       | 勝数  | 負数 | 力士名   | 勝数 | 負数 | 力士名   | 勝数 | 負数 |
| ------ | ----- | ---- | ------------ | ----- | ---- | -------- | ---- | ---- | -------- | ---- | ---- |
| 愛知山 | 2     | 0    | 青ノ里       | 4     | 5    | 荒岐山   | 2(1) | 0    | 安念山   | 9    | 7    |
| 泉洋   | 2     | 1    | 一乃矢       | 1     | 2    | 宇多川   | 0    | 6    | 追手山   | 0    | 1    |
| 大岩山 | 0     | 1    | 大内山       | 14(1) | 5    | 大起     | 9    | 2    | 大昇     | 2    | 1    |
| 大晃   | 3     | 9(1) | 小城ノ花     | 0     | 5    | 大蛇潟   | 3    | 0    | 海山     | 10   | 2    |
| 開隆山 | 1     | 4    | 鏡里         | 9     | 11   | 柏戸     | 0    | 3    | 金乃花   | 6    | 3    |
| 神錦   | 1     | 0    | 北の洋       | 10(1) | 9    | 北葉山   | 1    | 2    | 君錦     | 2    | 0    |
| 清恵波 | 2     | 1    | 清ノ森       | 2     | 7    | 鬼竜川   | 3    | 1    | 九州錦   | 0    | 1    |
| 高津山 | 0     | 1    | 琴ヶ濱       | 8(2)  | 15   | 琴錦     | 0    | 1    | 佐田の山 | 1    | 1    |
| 潮錦   | 7     | 9    | 信夫山       | 13    | 16   | 信夫竜   | 3    | 0    | 清水川   | 9    | 2    |
| 玉乃海 | 14    | 12   | 玉響         | 0     | 2    | 千代の山 | 11   | 9    | 常錦     | 1    | 4    |
| 常ノ山 | 0     | 1    | 鶴ヶ嶺       | 5     | 7    | 照國     | 1    | 0    | 輝昇     | 0    | 1    |
| 出羽錦 | 15(1) | 13   | 出羽湊       | 2     | 1    | 時津山   | 15   | 17   | 時錦     | 3    | 0    |
| 栃錦   | 5     | 23   | 栃ノ海       | 2     | 3    | 栃光     | 11   | 5    | 豊國     | 1    | 0    |
| 名寄岩 | 5     | 3    | 鳴門海       | 8     | 1    | 成山     | 13   | 6    | 羽黒花   | 0    | 2    |
| 羽黒山 | 1     | 1    | 羽嶋山       | 7     | 7    | 羽子錦   | 4    | 1    | 緋縅     | 1    | 0    |
| 備州山 | 2     | 0    | 広瀬川       | 1     | 1    | 福田山   | 6    | 5    | 二瀬山   | 3    | 2    |
| 双ツ龍 | 9     | 4    | 不動岩       | 2     | 0    | 星甲     | 1    | 2    | 増巳山   | 1    | 0    |
| 三根山 | 8     | 10   | 宮柱         | 0     | 2    | 明武谷   | 4    | 2    | 八方山   | 1    | 0    |
| 吉井山 | 1     | 0    | 吉葉山       | 5     | 10   | 若駒     | 1    | 1    | 若杉山   | 4    | 3    |
| 若瀬川 | 6     | 4    | 若秩父       | 2     | 6    | 若天龍   | 0    | 2    | 若ノ海   | 3    | 9    |
| 若の國 | 6     | 4    | 若乃花(初代) | 9     | 22   | 若羽黒   | 9    | 7    | 若葉山   | 5    | 2    |
| 若三杉 | 2     | 1    |              |       |      |          |      |      |          |      |      |

## 改名歴
- 永井 福太郎（ながい ふくたろう）1941年1月場所-1942年5月場所
- 枩曻 福太郎（まつのぼり -）1943年1月場所
- 枩登 福太郎（まつのぼり -）1943年5月場所-1951年9月場所
- 松登 福太郎（まつのぼり ふくたろう）1952年1月場所-1956年5月場所
- 松登 晟郎（- しげお）1956年9月場所
- 松登 晃郎（- しげお）1957年1月場所
- 松登 晟郎（- しげお）1957年3月場所-1961年11月場所

## 年寄変遷
- 振分 晟郎（ふりわけ しげお）1961年11月-1962年1月
- 大山 晟郎（おおやま -）1962年1月-1986年4月